# Luis de Molina

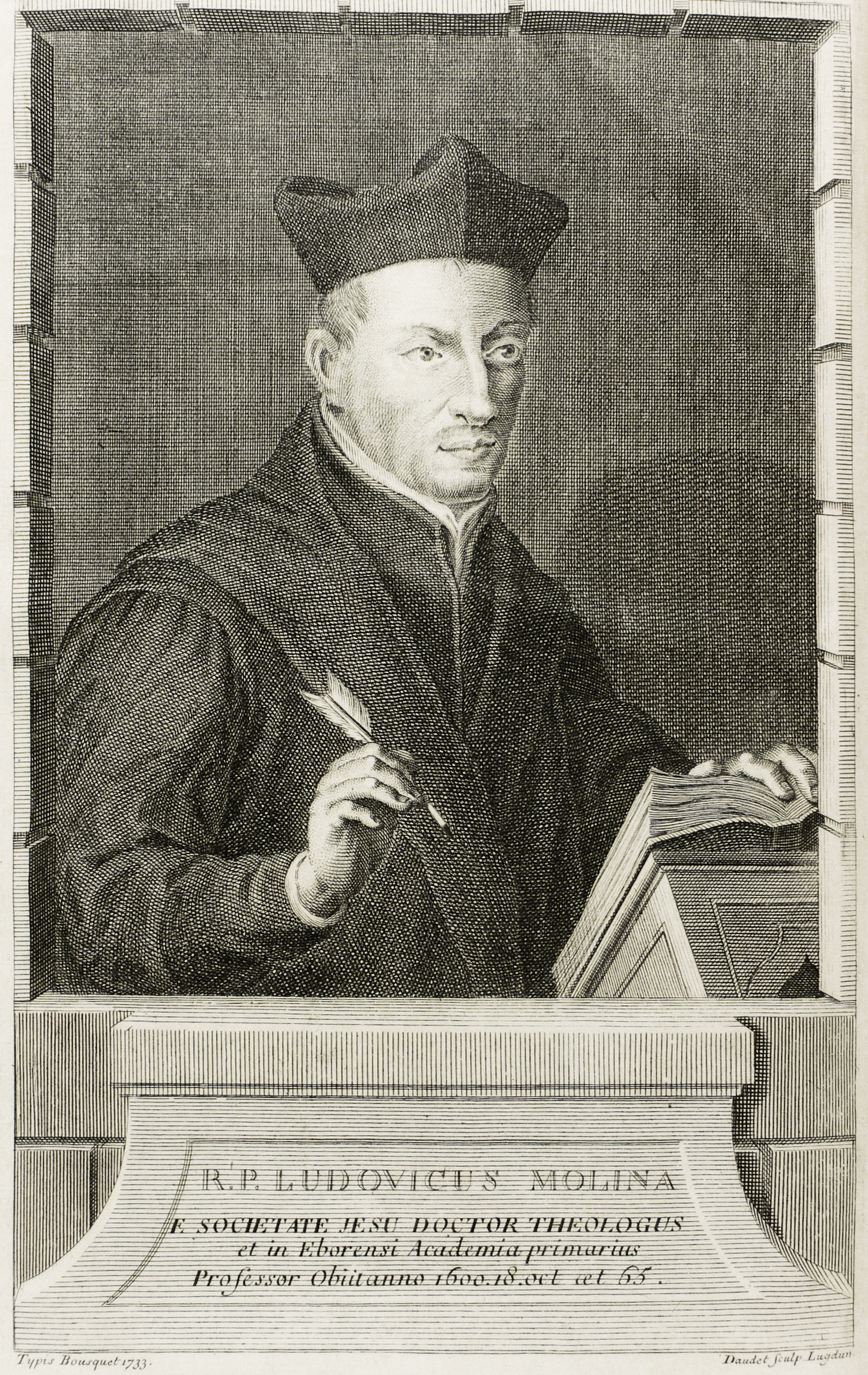
Luis de Molina.

Luis de Molina (Cuenca, 29 de septiembre de 1535 - Madrid, 12 de octubre de 1600) fue un sacerdote jesuita español, teólogo y jurista.

## Biografía
Hijo de Diego Orejón y Muela y de Ana García de Molina, estudió Derecho en la Universidad de Salamanca y las summulas en la de Universidad de Alcalá. Ingresa en la compañía de Jesús en Alcalá el año 1553 y fue a estudiar a la Universidad de Coímbra, donde comenzó su carrera docente. Estudió dos años más en la Universidad de Évora, donde también se dedicó a la enseñanza. En 1591, enfermo, fue enviado a Cuenca.

## Obra y pensamiento

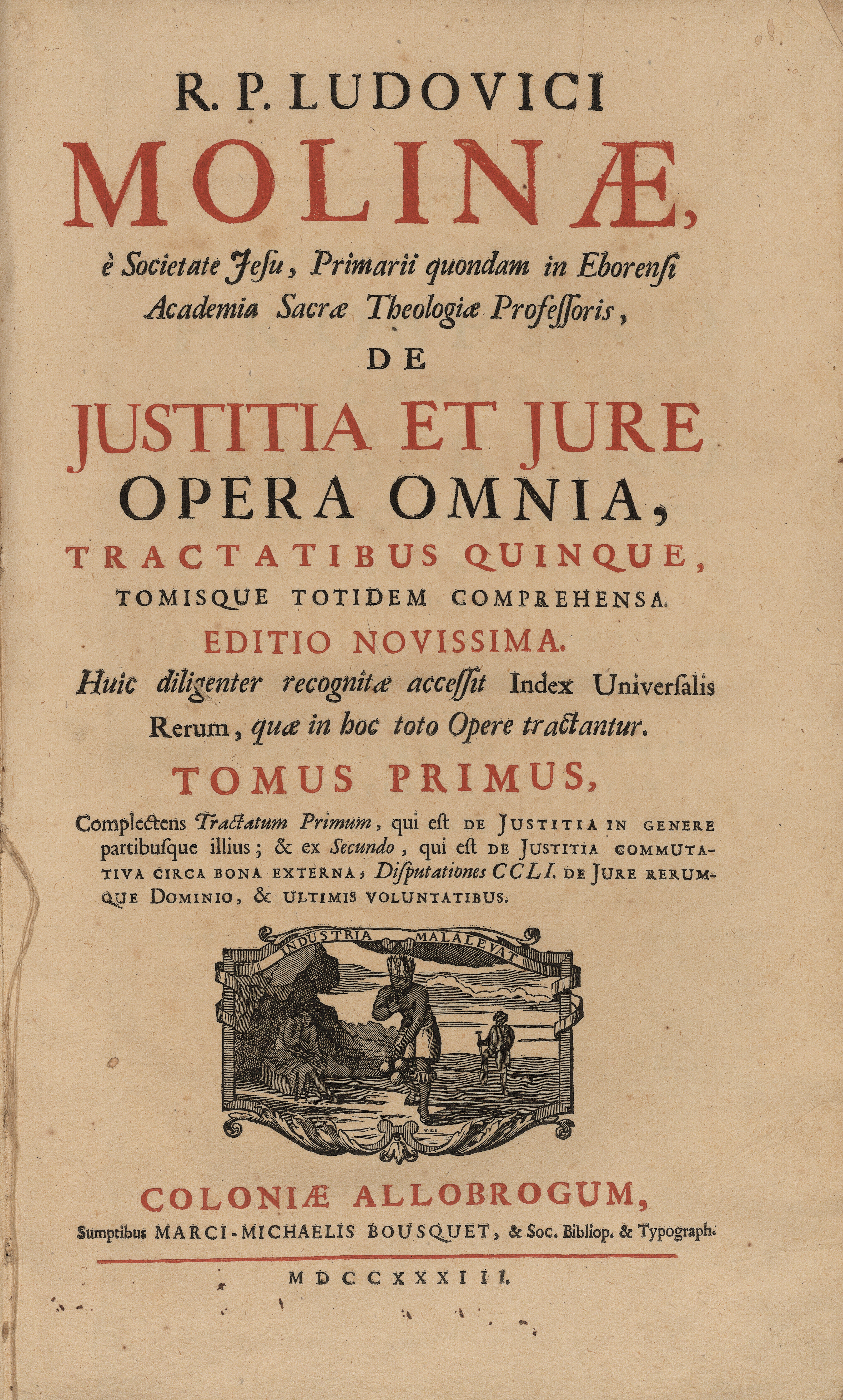
De iustitia et iure, 1733.

Combatió el determinismo, con argumentos a favor del libre albedrío. Fue muy importante su posición en la polémica de auxiliis.
Introdujo la noción de la ciencia intermedia, o ciencia media, aquella posterior a la anterior a la creación, llamada ciencia de simple inteligencia pero anterior a la ciencia de visión, que es plena consecución de la perfección de la creación toda, y en la cual Dios ve los entes posibles en este mundo, pero que no se concretarán. La introducción de esta noción tuvo mucho apoyo (especialmente dentro de la Compañía de Jesús) y también muchos detractores (en especial, entre los dominicos).
En cuestiones de filosofía política, Luis de Molina llegó a enunciar que el poder no reside en el gobernante, que no es más que un administrador, sino en el conjunto de los administrados, los ciudadanos considerados individualmente, adelantándose así a los postulados sobre la libertad de pensadores de los siglos XVIII y XIX. Sus mayores aportes en esta área se encuentran en su De Iustitia et Iure (3 tomos, aparecidos entre 1593 y 1600).

## Concordia del libre albedrío con los dones de la gracia
Su obra principal es Concordia del libre albedrío con los dones de la gracia, la presciencia divina, la providencia, la predestinación y la reprobación en relación a algunos artículos de la Primera Parte de Santo Tomás, publicada originalmente en latín en 1588, y conocida como La Concordia.
La doctrina de Luis de Molina se muestra optimista sobre las capacidades naturales del hombre para hacer el bien, en contra de la visión pesimista de los luteranos. Aunque distingue entre los "bienes naturales" (que pueden alcanzar todos los hombres), de los "bienes sobrenaturales", que requieren la gracia divina: "(T)enemos necesidad de Cristo como redentor, para que se nos confiera todo esto y podamos hacernos merecedores del goce de la felicidad sempiterna en presencia de Dios."
Respecto a los bienes naturales, considera que: "sería asombroso que hubiésemos sido creados con vistas a un fin natural y, sin embargo, no pudiéramos realizar ningún acto honesto con nuestras propias fuerzas y sólo con el concurso general de Dios."

#### La acción de la Iglesia
Luis de Molina encuentra una justificación para la predicación de la Iglesia católica en el hecho de que "el hombre pueda asentir a las revelaciones divinas sólo con sus propias fuerzas naturales". 
Su doctrina suele recibir el nombre de molinismo (no confundir con el molinosismo, de Miguel de Molinos, también teólogo español). Se le considera miembro de la Escuela de Salamanca.